# Jacques Cordier (homme politique)
Pour les articles homonymes, voir Jacques Cordier et Cordier (homonymie).
Jacques Louis Adolphe Cordier est un homme politique français né le 8 mars 1817 à Lisieux  (Calvados) et mort le 21 août 1895 à Neuilly-sur-Seine.

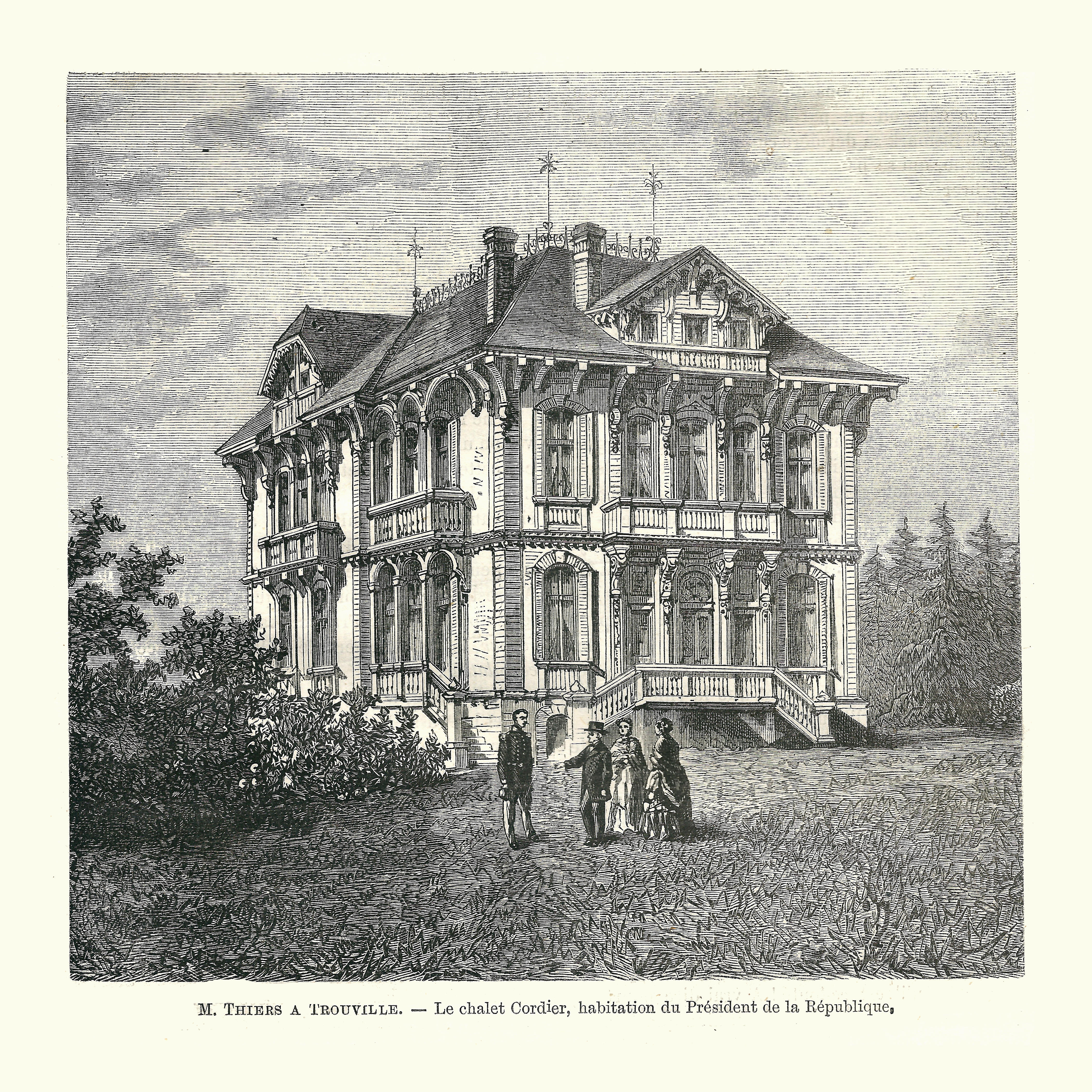
Chalet Cordier

Docteur en droit, il est sous-préfet de Pont-l’Évêque sous la monarchie de Juillet. Il est député du Calvados de 1849 à 1851, siégeant à droite, avec les orléanistes.
Propriétaire à Trouville-sur-Mer du chalet Cordier, résidence du président de la république Adolphe Thiers en 1872.

## Sources
- « Jacques Cordier (homme politique) », dans Adolphe Robert et Gaston Cougny, Dictionnaire des parlementaires français, Edgar Bourloton, 1889-1891 [détail de l’édition]